# Тамара Рађеновић
Тамара Рађеновић је британско-црногорска оперска сопран певачица.
Рођена је 28. марта 1995. године у Београду. Школовала се у Црној Гори, Словенији и Уједињеном Краљевству, дипломирала је соло певање на престижној Краљевској музичкој академији у Лондону. Једна је од последњих ученица славне оперске певачице Монсерат Кабаље. Одржала је два солистичка концерта у Карнеги холу у Њујорку 2018. и 2019. године, где је дебитовала са 23 године; трећи наступ, планиран 2020, отказан је због Ковид пандемије.
Године 2023. се нашла на Форбсовој европској листи „30 испод 30” у категорији уметност и култура. Живи и ради у Лондону. Повремено се бави хуманитарним радом, донирајући новац од својих наступа у хуманитарне сврхе, па је тако једном приликом скупљала финансијска средства за дечје болнице у Црној Гори.